# Korpisjärvi
Korpisjärvi är en sjö i kommunen Idensalmi i landskapet Norra Savolax i Finland. Arean är 48 hektar och strandlinjen är 3,8 kilometer lång. Sjön  ingår i Vuoksens huvudavrinningsområde.   Den ligger omkring 68 kilometer nordväst om Kuopio och omkring 380 kilometer norr om Helsingfors. 